# Ґлодово-Домб
Ґлодово-Домб (пол. Głodowo-Dąb) — село в Польщі, у гміні Колаки-Косьцельні Замбровського повіту Підляського воєводства.
Населення — 102 особи (2011).
У 1975-1998 роках село належало до Ломжинського воєводства.

## Демографія
Демографічна структура станом на 31 березня 2011 року:
|          | Загалом | Допрацездатний вік | Працездатний вік | Постпрацездатний вік |
| -------- | ------- | ------------------ | ---------------- | -------------------- |
| Чоловіки | 61      | 20                 | 36               | 5                    |
| Жінки    | 41      | 10                 | 19               | 12                   |
| Разом    | 102     | 30                 | 55               | 17                   |